# Шварценфельд
Шварценфельд (нем. Schwarzenfeld) — ярмарочная община в Германии, в земле Бавария. 
Подчиняется административному округу Верхний Пфальц. Входит в состав района Швандорф. Подчиняется управлению Шварценфельд.  Население составляет 6191 человек (на 31 декабря 2010 года). Занимает площадь 38,27 км². Жителем города в течение длительного времени был выдающийся грузинский историк, дипломат и юрист, один из основателей Тбилисского государственного университета Зураб Давидович Авалишвили.

## Население
По оценке на 31 декабря 2015 года население общины Шварценфельд составляет 6244 чел. 

| Дата      | 1840 | 1871 | 1900 | 1925 | 1939 | 1950 | 1961 | 1970 | 1987 | 2011 |
| --------- | ---- | ---- | ---- | ---- | ---- | ---- | ---- | ---- | ---- | ---- |
| Население | 1873 | 2016 | 2183 | 2341 | 3276 | 5664 | 5990 | 6429 | 5929 | 6251 |

| Год       | 1960 | 1970 | 1980 | 1990 | 2000 | 2009 | 2010 | 2011 | 2012 | 2013 | 2014 | 2015 |
| --------- | ---- | ---- | ---- | ---- | ---- | ---- | ---- | ---- | ---- | ---- | ---- | ---- |
| Население | 5814 | 6497 | 6063 | 6097 | 6341 | 6257 | 6191 | 6248 | 6233 | 6311 | 6275 | 6244 |